# 블라디미르 바테즈
블라디미르 바테즈(세르비아어: Владимир Батез, Vladimir Batez, 1969년 9월 7일~)는 세르비아의 배구 선수, 지도자로 현역 시절 포지션은 아포짓이다. 주로 이탈리아에서 선수 생활을 했으며, 1990년대 유고슬라비아 대표팀 선수로 활약하여 올림픽 금메달 1개, 동메달 1개를 획득했다.